# A regra do jogo
 (срп. Правила игре) бразилска је теленовела, продукцијске куће Реде Глобо, снимана током 2015. и 2016.

## Синопсис
Ромеро Ромуло је бивши политичар, по професији је адвокат и бави се људским правима. У очима народа, он је херој, мада постоји могућност да је све то фарса. Кад упозна атрактивну Атену, Ромеро се упушта у везу са њом, не знајући да је она користољубива особа, која ништа не препушта случају. У њен живот се враћа бивши сарадник Виктор, који жели да наплати његове дугове из прошлости, па Атена због њега завршава иза решетака. Једина особа која познаје Ромулово право лице јесте Џанира, животна сапутница његовог највећег непријатеља Зе Марије, човека који је постао бегунац од правде када је оптужен за злочин који није починио. Џанира је одгајила Зе Маријиног сина, Жулијана, а у међувремену је усвојила и Марију Виторију, која је такође расла под окриљем њеног дома. Када су се Жулијано и Марија Виторија заљубили једно у друго, Џанира је подржала њихову везу, али Жулијанова жеља за осветом ставила је ту љубав на коцку. Наиме, он је неправедно завршио у затвору јер му је неко подметнуо дрогу. Људи су почели да га гледају испод ока после изласка на слободу, због чега је одлучио да пронађе особу која му је уништила живот. С друге стране, Жулијано мора да се суочи са мржњом полицајца Дантеа. Он је изгубио оца у злочину за који се терети Жулијанов отац, Зе Марија, а његов презир годинама је додатно хранио Ромеро, који га је усвојио.
Након неког времена, прошлост ће покуцати на врата свих јунака приче, уплићући их у игру живота у којој јачи пишу правила, али готово никад не играју по њима…

## Улоге
| Глумац                 | Улога                                          |
| ---------------------- | ---------------------------------------------- |
| Алексанре Неро         | Ромеро Ромуло де Силва                         |
| Ђована Антонели        | Атена Торемолинос Франсинеиде дос Сантос       |
| Ванеса Ђакомо          | Марија Виторија Нороња Софија Мендес Албукерке |
| Кауа Рејмонд           | Жулијано Переира                               |
| Тони Рамос             | Жозе Марија Зе Марија Переира Педро Варгас     |
| Жозе де Абреу          | Гибсон Стјуарт („Отац”)                        |
| Марко Пигоси           | Данте Стјуарт да Силва                         |
| Едуардо Московис       | Орландо Убираси                                |
| Сусана Виејра          | Адисабеба                                      |
| Рената Сорах           | Елеонора Нора                                  |
| Барбара Паз            | Ана Елиса                                      |
| Дебора Евелин          | Марија Кристина                                |
| Бруна Линзмејер        | Белиса Стјуарт                                 |
| Тонико Переира         | Асканио                                        |
| Маркос Карузо          | Фелисијано                                     |
| Жулијано Казаре        | Марио Сержио Мерло                             |
| Каролина Дикман        | Лара Фирмино да Силва                          |
| Летисија Лима          | Алисон                                         |
| Роберта Родригез       | Нимфа                                          |
| Ђована Ланселоти       | Луана Сампајо                                  |
| Џони Масаро            | Сезарио                                        |
| Марсело Новаес         | Валтерсио Вава                                 |
| Отавио Милер           | Брено Сампајо Валкирија                        |
| Алешандра Риштер       | Далила Сампаио                                 |
| Сузана Пирес           | Жанет                                          |
| Фернанда Соуза         | Мел                                            |
| Жулија Рабело          | Урсула                                         |
| Жизел Батиста          | Дуда                                           |
| Карла Кристина Кардозо | Динора                                         |
| Фелипе Роша            | Ким Сампајо                                    |
| Џексон Антунес         | Тио                                            |
| Марија Падиља          | Клаудини                                       |
| Бруно Мазео            | Руи                                            |
| Моник Алфрадик         | Тина                                           |
| Фабио Лаго             | Озијел                                         |
| Маеве Жинкинс          | Домингас                                       |
| Кармо Дала Векија      | Сезар Родриго                                  |
| Крис Вијана            | Индира                                         |
| Освалдо Мил            | Жука                                           |
| Оскар Магрини          | Режис                                          |
| Шефора Ранжел          | Консисеу                                       |
| Данило Фереира         | Ираке                                          |
| Лорена да Силва        | Мара                                           |